# الجريب (ناطع)

تعديل مصدري - تعديل

الجريب هي إحدى قرى عزلة الغيلة بمديرية ناطع التابعة لمحافظة البيضاء، بلغ تعداد سكانها 261 نسمة حسب تعداد اليمن لعام 2004.